# Хоакін Альмунія
Хоакін Альмунія Аманн (ісп. Joaquín Almunia Amann; нар. 17 червня 1948, Більбао, Іспанія) — іспанський політик, визначний діяч Європейської Комісії, який відав справами конкуренції у другій Комісії Баррозу, колишній комісар з економічних і монетарних справ у першій Комісії Баррозу. Призначений Головою Комісії Баррозу 27 листопада 2009 року своїм заступником та Єврокомісаром із питань конкуренції.

## Життя і діяльність
Народився в Більбао, що в іспанській Країні басків. За іспанським звичаєм має два прізвища: перше (Альмунія) — батьківське, друге (Аманн) — успадковане від матері. Здобув вищу освіту з права та економіки в університеті Деусто, продовжив подальше навчання в École pratique des hautes études в Парижі та за програмою «Вищі урядовці» в Інституті державного управління ім. Кеннеді при Гарвардському університеті. Був асоційованим викладачем з питань зайнятості та права соціального забезпечення в університеті Алкала де Енарес.
З 1972 по 1975 рік Альмунія був економістом Бюро Ради іспанських торгово-промислових палат у Брюсселі. З 1976 по 1979 рік працював головним економістом Загальної спілки робітників, іспанською профспілкою, пов'язаною з Іспанською соціалістичною робітничою партією (ІСРП).
З 1979 по 2004 рік Альмунія був депутатом парламенту Іспанії від ІСРП, представляючи Мадридський виборчий округ. У 1982—1986 роках займав посаду міністра зайнятості та соціального забезпечення, а в 1986—1991 роках — міністра державного управління, та був прес-секретарем ІСРП з 1994 по 1997 рік. Після відставки Феліпе Гонсалеса через поразку на загальних виборах у Іспанії 1996 року Альмунія з 1997 по 2000 рік очолював керівництво партії. На іспанських загальних виборах 2000 року ІСРП висунула його кандидатом на пост прем'єр-міністра Іспанії, але партія знову зазнала поразки від нинішнього прем'єр-міністра Хосе Марія Аснара. Це був найгірший результат ІСРП на загальних виборах від часу скасування диктатури Франциско Франко. Через цей програш Альмунія пішов з посади лідера партії.
З 1991 по 1994 рік Альмунія був директором дослідницької програми фонду Fundación Argentaria на тему «Рівність і перерозподіл доходів». У 2002 році він заснував і був директором прогресивного мозкового центру Laboratorio de Alternativas.
Був лідером опозиції в іспанському парламенті з 14 травня 1999 до 1 липня 2000 року та з 22 червня 1997 до 24 квітня 1998 року.
26 квітня 2004 р. Альмунія вперше ввійшов до складу Єврокомісії, де тоді головував Проді, як наступник Педро Сольбеса, який подав у відставку, щоб увійти до складу нового уряду Сапатеро. У листопаді 2004 року Баррозу перепризначив його членом Єврокомісії.
Одружений, має двох дітей.